# كارلوس ألبرتو فلوريس غوتيريز
كارلوس ألبرتو فلوريس غوتيريز (بالإسبانية: Carlos Alberto Flores Gutiérrez)‏ هو سياسي مكسيكي، ولد في 13 يوليو 1974 في مدينة مكسيكو في المكسيك. حزبياً، نشط في حزب العمل الوطني. وقد انتخب عضو مجلس النواب المكسيك.